# Gyrtonides fritzi
Gyrtonides fritzi är en fjärilsart som beskrevs av William Schaus 1934. Gyrtonides fritzi ingår i släktet Gyrtonides och familjen trågspinnare. Inga underarter finns listade i Catalogue of Life.